# Grand Prix Austrálie 1996
Grand Prix Austrálie 1996 (LXI. Transurban Australian Grand Prix)  byla úvodním podnikem 47. ročníku mistrovství světa formule 1, který se konal 10. března 1996 na okruhu v Albert Parku.

## Výsledky
- 10. březen 1996
- Okruh Albert Park
- 58 kol x 5,302 km = 307,516 km
- 582. Grand Prix
- 14. vítězství Damona Hilla
- 84. vítězství pro Williams
- 165. vítězství pro Velkou Británii
- 85. vítězství pro vůz se startovním číslem 5
- 25. double pro Williams

| Pozice | Jezdec                | Vůz            | Čas               | Body | Nej. kolo      |
| ------ | --------------------- | -------------- | ----------------- | ---- | -------------- |
| 1      | Damon Hill            | Williams FW18  | 1:32'50,491       | 10   | 1'33.621       |
| 2      | Jacques Villeneuve    | Williams FW18  | á 0:38,020        | 6    | 1'33.421       |
| 3      | Eddie Irvine          | Ferrari F310   | á 1:02,571        | 4    | 1'34.533 (4.)  |
| 4      | Gerhard Berger        | Benetton B196  | á 1:17,037        | 3    | 1'34.757 (5.)  |
| 5      | Mika Häkkinen         | McLaren MP4/11 | á 1:35,071        | 2    | 1'35.843 (11.) |
| 6      | Mika Salo             | Tyrrell 024    | á 1 kolo          | 1    | 1'35.280 (8.)  |
| 7      | Olivier Panis         | Ligier JS43    | á 1 kolo          | -    | 1'34.767 (6.)  |
| 8      | Heinz-Harald Frentzen | Sauber C15     | á 1 kolo          | -    | 1'35.596 (10.) |
| 9      | Ricardo Rosset        | Footwork FA17  | á 2 kola          | -    | 1'36.557 (13.) |
| 10     | Pedro Diniz           | Ligier JS43    | á 2 kola          | -    | 1'37.024 (15.) |
| 11     | Ukyo Katayama         | Tyrrell 024    | á 3 kola          | -    | 1'36.377 (12.) |
| Kolo   | Odstoupili            | -              | Příčina           | Body | Nej. kolo      |
| 42     | Pedro Lamy            | Minardi M195B  | Nehoda            | -    | 1'38.784 (18.) |
| 32     | Michael Schumacher    | Ferrari F310   | Brzdy             | -    | 1'33.651       |
| 32     | Giancarlo Fisichella  | Minardi M195B  | Spojka            | -    | 1'38.077 (17.) |
| 29     | Rubens Barrichello    | Jordan 196     | Motor             | -    | 1'35.064 (7.)  |
| 24     | David Coulthard       | McLaren MP4/11 | Akcelerátor       | -    | 1'37.746 (16.) |
| 15     | Jos Verstappen        | Footwork FA17  | Motor             | -    | 1'36.649 (14.) |
| 9      | Jean Alesi            | Benetton B196  | Kolize            | -    | 1'35.519 (9.)  |
| 1      | Martin Brundle        | Jordan 196     | Mimo trať         | -    | 1'56.481 (19.) |
| 1      | Johnny Herbert        | Sauber C15     | Kolize            | -    | -              |
|        | Nestartoval           | -              | Příčina           | -    | -              |
|        | Luca Badoer           | Forti FG03-96  | Nekvalifikoval se | -    | -              |
|        | Andrea Montermini     | Forti FG03-96  | Nekvalifikoval se | -    | -              |

## Nejrychlejší kolo
Jacques Villeneuve - Williams FW18- 1'33.421
- 1. nejrychlejší kolo Jacquese Villeneuvea
- 86. nejrychlejší kolo pro Williams
- 9. nejrychlejší kolo pro Kanadu
- 50. nejrychlejší kolo pro vůz se startovním číslem 6

## Vedení v závodě
| Kola           | km         | Jezdec             | %   |
| 1. – 29. kolo  | 153,758 km | Jacques Villeneuve | 50% |
| 30. – 32. kolo | 15,906 km  | Damon Hill         | 5%  |
| 33. – 53. kolo | 111.342 km | Jacques Villeneuve | 36% |
| 54. – 58. kolo | 26.51 km   | Damon Hill         | 9%  |
| -------------- | ---------- | ------------------ | --- |

| Villeneuve | H | Villeneuve | H |
| ---------- | - | ---------- | - |

## Postavení na startu
Jacques Villeneuve - Williams FW18- 1'32"371
- 1. Pole position Jacquese Villeneuvea
- 86. Pole position pro Williams
- 3. Pole position pro Kanadu
- 36. Pole position pro vůz se startovním číslem 6

| _______1_______ Jacques Villeneuve Williams 1'32"371  |  |                                                        |
|                                                       |  | _______2_______ Damon Hill Williams 1'32"509           |
| _______3_______ Eddie Irvine Ferrari 1'32"889         |  |                                                        |
|                                                       |  | _______4_______ Michael Schumacher Ferrari 1'33"125    |
| _______5_______ Mika Häkkinen McLaren 1'34"054        |  |                                                        |
|                                                       |  | _______6_______ Jean Alesi Benetton 1'34"257           |
| _______7_______ Gerhard Berger Benetton 1'34"344      |  |                                                        |
|                                                       |  | _______8_______ Rubens Barrichello Jordan 1'34"474     |
| _______9_______ Heinz-Harald Frentzen Sauber 1'34"494 |  |                                                        |
|                                                       |  | _______10_______ Mika Salo Tyrrell 1'34"832            |
| _______11_______ Olivier Panis Ligier 1'35"330        |  |                                                        |
|                                                       |  | _______12_______ Jos Verstappen Footwork 1'35"338      |
| _______13_______ David Coulthard McLaren 1'35"351     |  |                                                        |
|                                                       |  | _______14_______ Johnny Herbert Sauber 1'35"453        |
| _______15_______ Ukyo Katayama Tyrrell 1'35"715       |  |                                                        |
|                                                       |  | _______16_______ Giancarlo Fisichella Minardi 1'35"898 |
| _______17_______ Pedro Lamy Minardi 1'36"109          |  |                                                        |
|                                                       |  | _______18_______ Ricardo Rosset Footwork 1'36"198      |
| _______19_______ Martin Brundle Jordan 1'36"286       |  |                                                        |
|                                                       |  | _______20_______ Pedro Diniz Ligier 1'36"298           |
| —Nekvalifikovali se ---                               |  |                                                        |
| _______21_______ Luca Badoer Forti 1'39.202           |  |                                                        |
|                                                       |  | _______22_______ Andrea Montermini Forti 1'42.087      |

## Zajímavosti
- V závodě debutovali Giancarlo Fisichella, Jacques Villeneuve a Ricardo Rosset.
- Poprvé se představily nové vozy Benetton B196, Ferrari F310, Footwork FA17, Forti FG01B, Jordan 196, Ligier JS43, McLaren MP4/11, Minardi M195B, Sauber C15, Tyrrell 024 a Williams FW18.
- Poprvé se startovalo na okruhu v Melbourne a to na variantě okruhu (1996 – 1997)
- Vůz se startovním číslem 6 zajel po 50 nejrychlejší kolo.
- Mika Salo startoval ve své 20 GP
- Renault slavil 75 vítězství jako dodavatel motorů
- Rubens Barrichello startoval v 50 GP

| Pole position      | Vítězství          | Nej. kolo          |
| Kanada             | Spojené království | Kanada             |
| Jacques Villeneuve | Damon Hill         | Jacques Villeneuve |
| Williams FW18      | Williams FW18      | Williams FW18      |
| 1'32.371           | 1:32'50.491        | 1'33.421           |
| 206.636 km/h       | 198.736 km/h       | 204.314 km/h       |
| ------------------ | ------------------ | ------------------ |

## Stav MS
- GP - body získané v této Grand Prix

| * | Jezdec             | Body | GP | * | Vůz      | Body | GP | * | Stát           | Body | GP |
| - | ------------------ | ---- | -- | - | -------- | ---- | -- | - | -------------- | ---- | -- |
| 1 | Damon Hill         | 10   | 10 | 1 | Williams | 16   | 16 | 1 | Velká Británie | 14   | 14 |
| 2 | Jacques Villeneuve | 6    | 6  | 2 | Ferrari  | 4    | 4  | 2 | Kanada         | 6    | 6  |
| 3 | Eddie Irvine       | 4    | 4  | 3 | Benetton | 3    | 3  | 3 | Rakousko       | 3    | 3  |
| 4 | Gerhard Berger     | 3    | 3  | 4 | McLaren  | 2    | 2  | 4 | Finsko         | 3    | 3  |
| 5 | Mika Häkkinen      | 2    | 2  | 5 | Tyrrell  | 1    | 1  |   |                |      |    |
| 6 | Mika Salo          | 1    | 1  |   |          |      |    |   |                |      |    |